# Bonnie Nettles
Bonnie Lu Nettles, född Truesdale 29 augusti 1927 i Houston, Texas, död 19 juni 1985 i Dallas, Texas, senare känd som Ti, var tillsammans med Marshall Applewhite ledare för en nyreligiös gruppering som senare skulle bli känd under namnet Heaven's Gate. Detta skedde efter Nettles död i levercancer 1985 i Dallas, Texas, 12 år före sektens kollektiva massjälvmord 1997.